# 万力

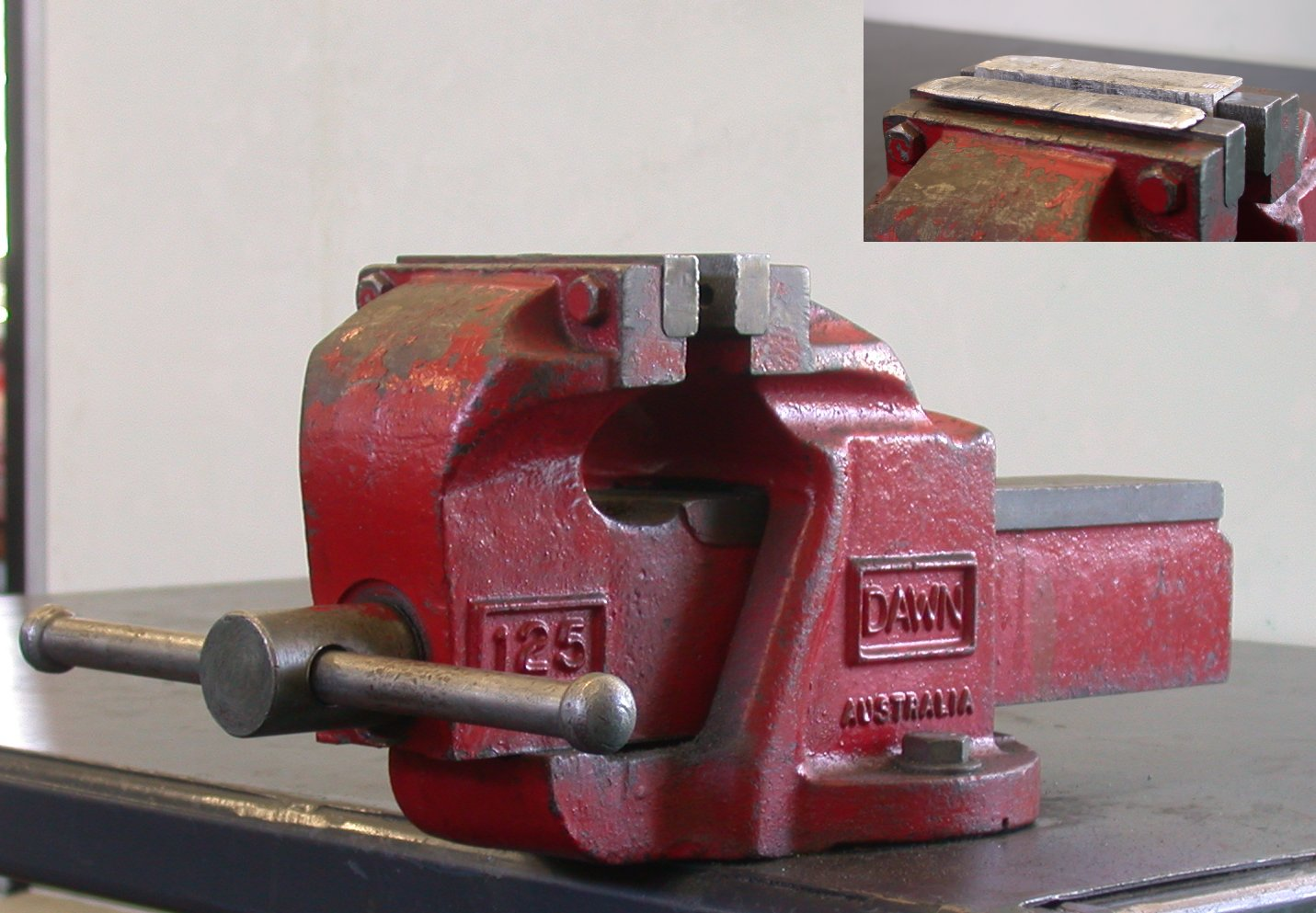
横万力（角胴形）

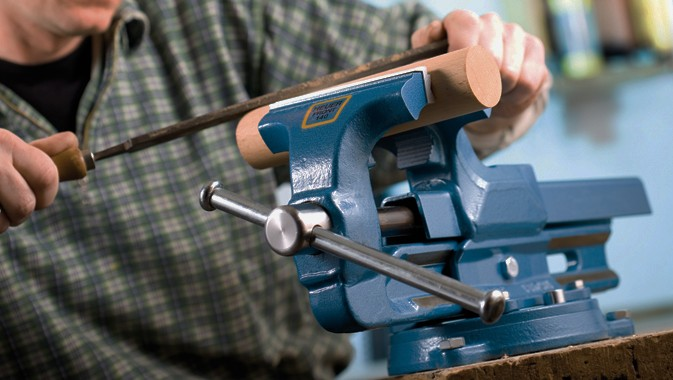
万力の使用例。やすり加工のために、木材を挟み込んで固定している。

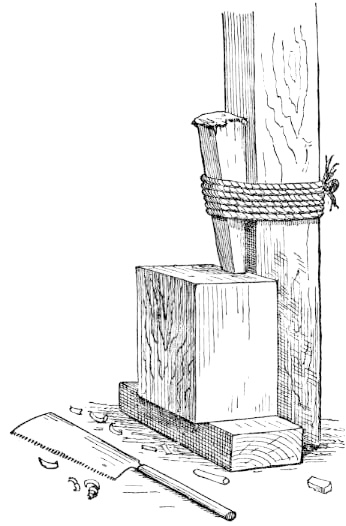
日本の伝統的な万力

万力（まんりき）とは、対象物を2つの口金の間に挟み固定する工具や機構。英語風にバイス (米国語圏 vise、英国語圏 vice) の名称でも呼ばれている。

## 概要
万力は材料（素材）の加工・成形などの作業の際にこれを強い力で挟み込んで固定するものである。当然ながら、素材の強度を超えて圧力を加えると破損してしまうため、適宜力加減される。
作業の種類は切削や研磨、切断、接着において接着剤が硬化するまでの固定、作業中に材料が動いてしまっては具合の悪いネジ留めやネジを外す等、各種作業に利用される。また、チャック装置のように工作機械に機械要素として組み込まれているものもある。
クランプと機構的には同じ部分があるが、クランプはそれ自身は何かに固定されることなく複数の対象をまとめたり、対象を作業台などに一緒に挟み込んで固定するといった使い方を主にするものを指すのに対し、万力はそれ単体で作業台などに据え付けて対象を単体で固定するものを主に指す（そもそも文化圏の違いによる用語の違いでもあり明確な区分があるものではない）。
後述するように様々な種類があり、形状や圧力や固定方法も様々である。

## 種類

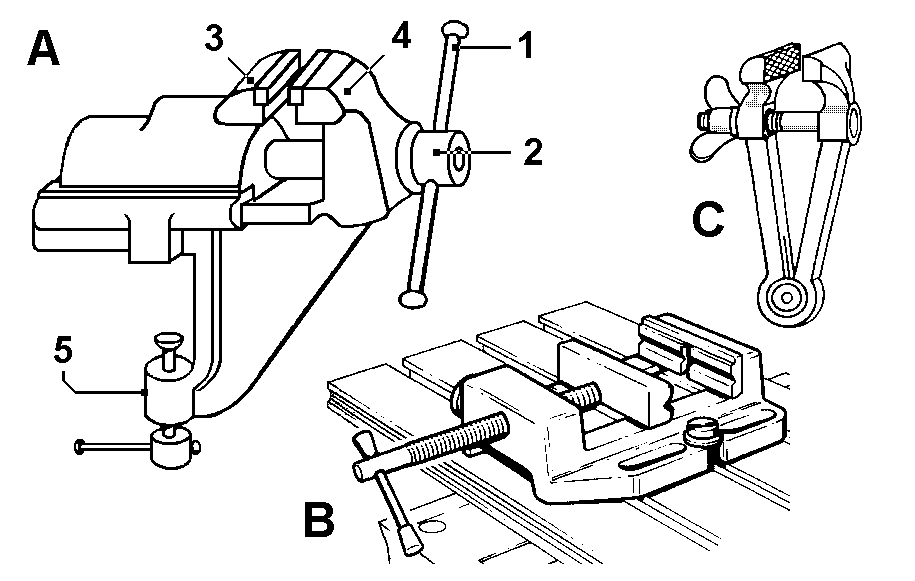
A取付万力,Bベタバイス,C手万力

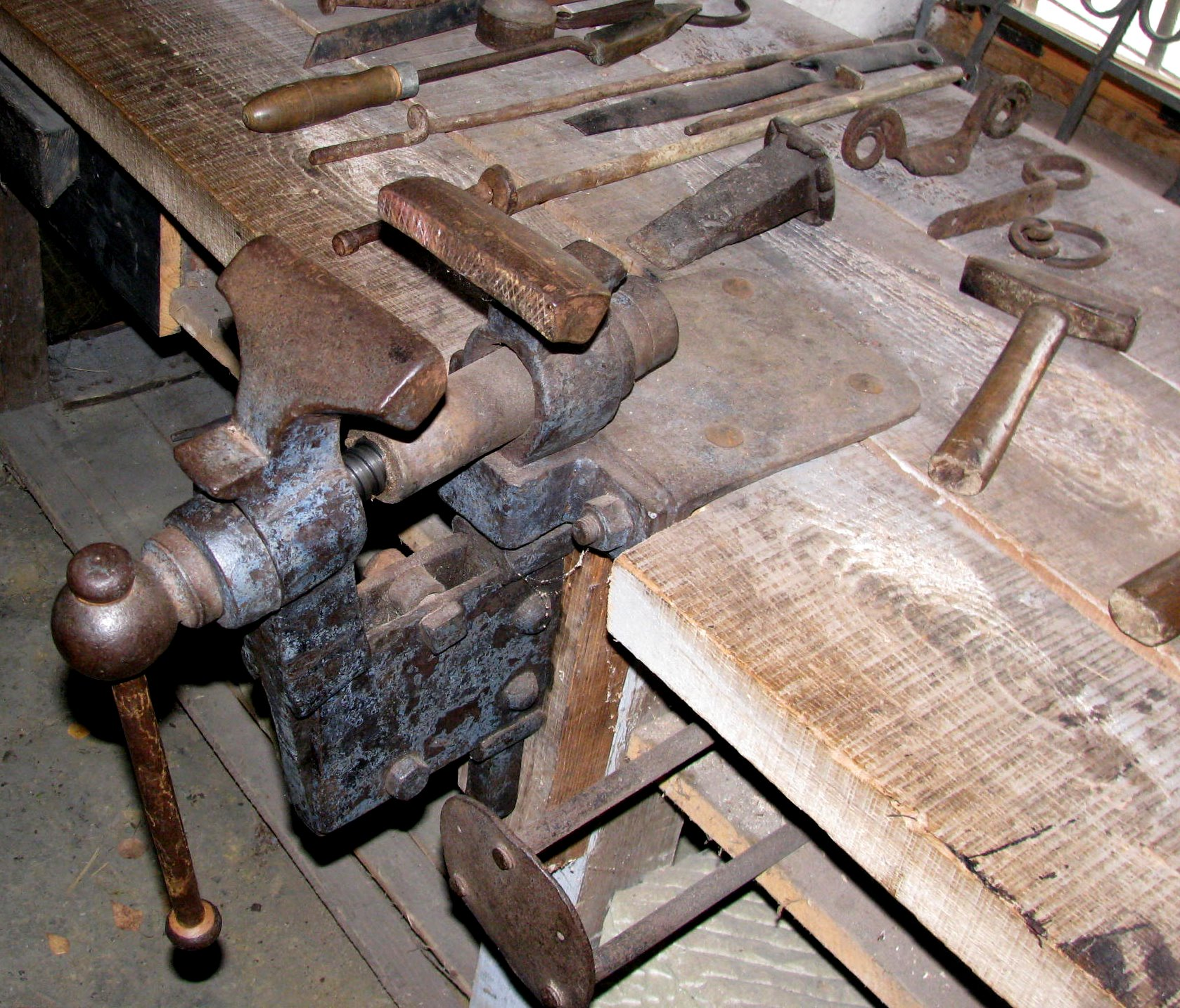
立万力

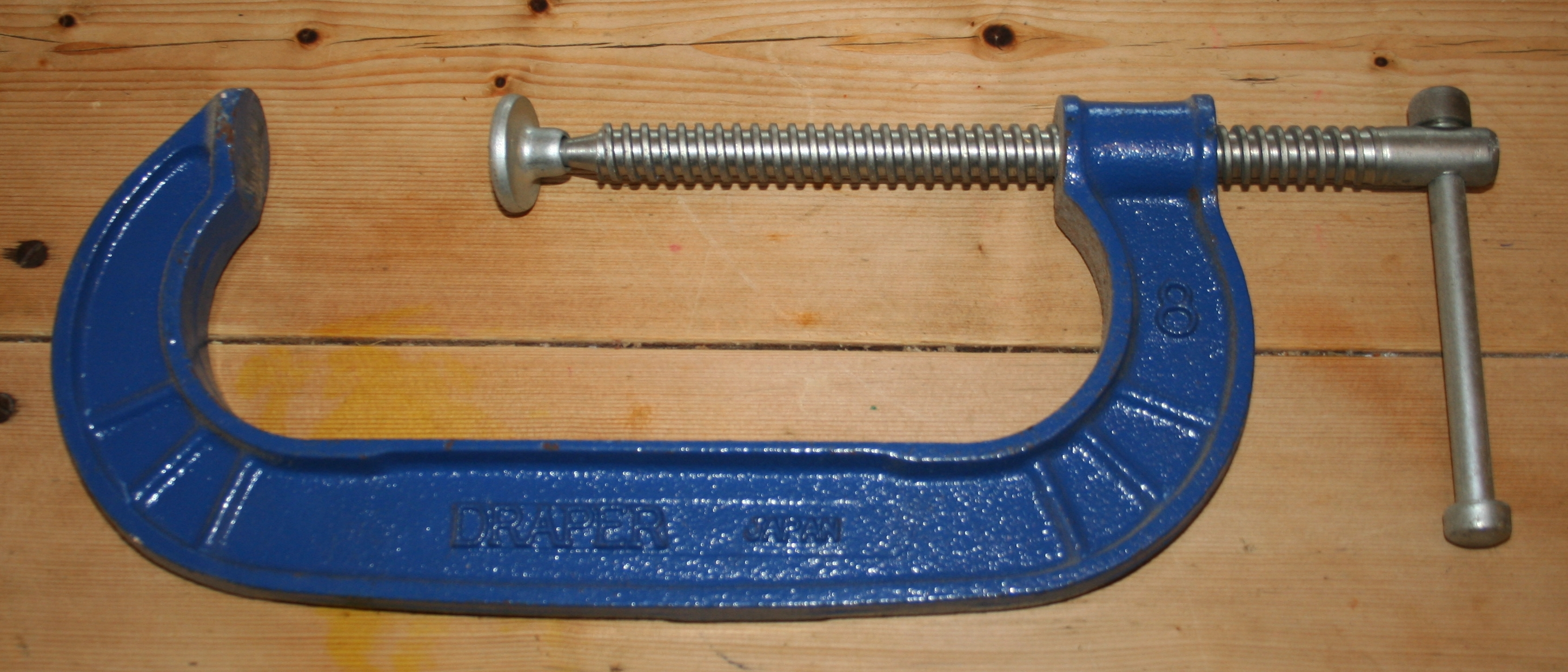
シャコ万力

横万力
万力（バイス）といえば、横万力（parallel bench vices）の事をいう。作業台にボルトで取付けて使用する。工場には必ずと言ってよいほどあるバイスである。呼び寸法は、口金の長手方向寸法からとり、75, 100, 125, 150の4サイズがある。口金は、外す事が出来るので加工物に傷を付けない為に材質（硬度）の異なる口金に交換すると良い。通常は銅板かアルミニウム板をL型に曲げた物を口金に当てて加工物をはさむ事が多い。可動する口金側の胴部が、四角形になっているものをJISB4620「角胴形」と言い円筒状になっているものをJISB4621「丸胴形」と言う。丸胴形は、角胴形に比べ「ねじの精度」「口金の平行移動精度」が優れている。横万力は、メンテナンスとして摺動部の磨耗予防のため注油を一日一回行なう。

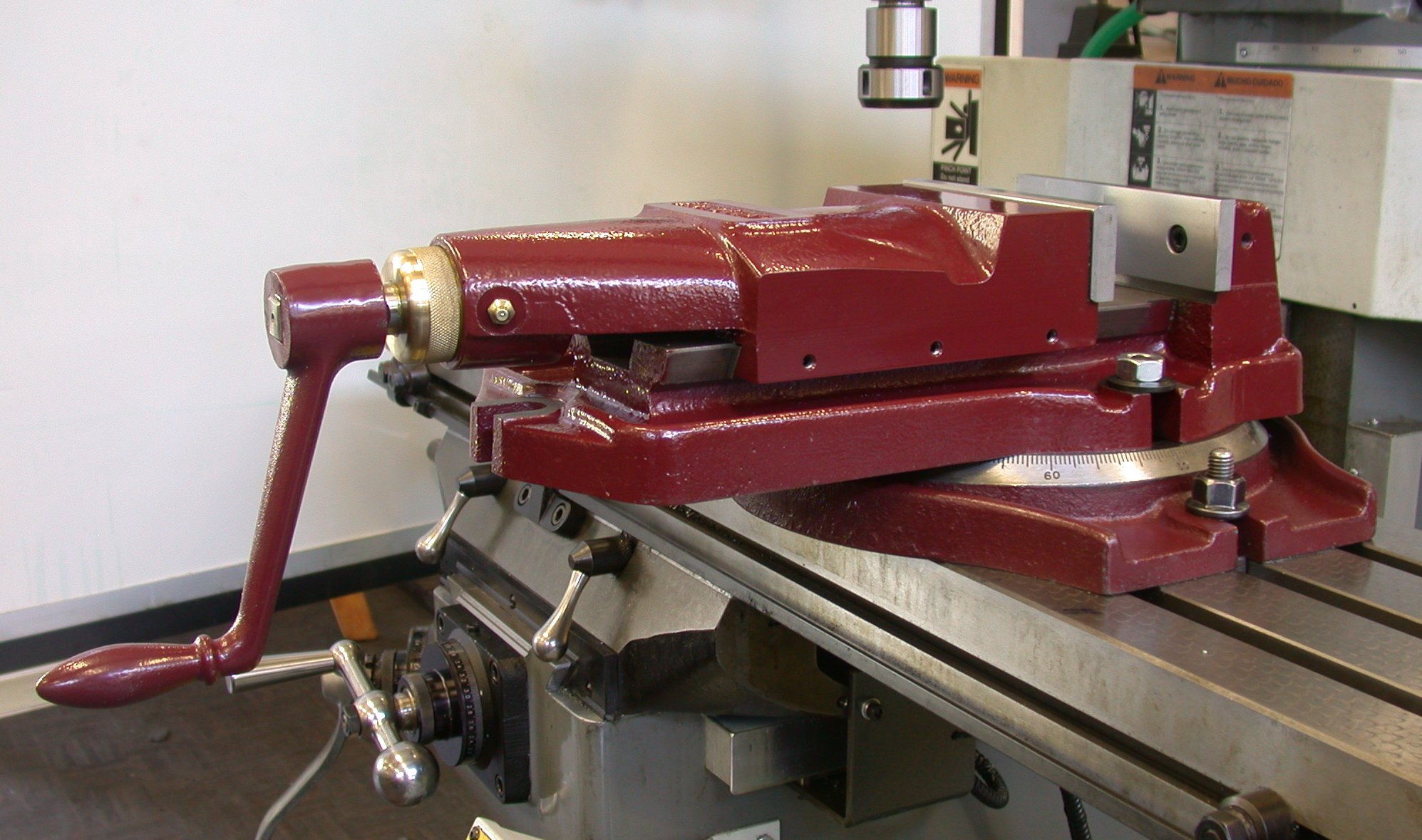
マシンバイス

工作機械用万力、マシンバイス（machine vice）は、フライス盤用（ミリング用）のM形と形削り盤用（セーパ用）のS形がある。旧規格番号：JIS B6162に定められており、各部の精度についても細かく決められている。M形は、S形に比べその使用目的上精度・締付力供に優れている。S形は、旋回台がついている。
スーパーバイス
大寸法の加工物を直接工作機械のテーブルに取付けるのに使用する。固定側と移動口金側が分離しているバイス。
ベタバイス

ボール盤作業で、加工物を保持するのに使用する。
ヤンキーバイス
底面と側面が直角になっていて、加工物を挟んだままで90度まわして直角方向の穴あけも同時に出来るボール盤用バイス。
アングルバイス
水平方向、上下方向に角度を変えられるバイス。
精密バイス
平面研削盤で使用するバイス。下面に対して側面の直角度がでており、加工物を挟んだままで90度まわして使用する事により直角度の精度が出せる。これを繰り返すと、六面全部を精度よく研削できる。
サインバイス
万力とサインバーを組み合わせたバイス。
立万力 (leg vice)

全体が立て形で、足（脚）を床に固定して使用する。挟み部は、平行ではなく旋回して加工物を挟むため、強い締付力で締め付けられるように締付ハンドルも長くなっている。横万力よりも丈夫に作られており、手荒な作業に耐える事が出来る。
取付万力
ベンチバイスと呼ばれている。作業台に取付けて使用する、家庭工作用のバイス。呼びは、口金の幅寸法でよび4サイズある。
手万力
加工物を挟んだ万力を手に持って作業する方式のバイス。
バイスグリップ
手動で扱う工具でプライヤに分類されるバイス。正式名称はロッキングプライヤ。

シャコ万力

バーコ形とC形があり、サイズは口幅でいう。通称シャコマンと呼ばれている。バーコ形はスウェーデンのバーコ社(BAHCO)が最初に出した形状タイプ品。C形の方が深いところまで使用でき、フレーム強度も強い。シャコ万力は、強度を必要とするため、本体が鍛造品で締付ねじは角ねじで出来ている。締め付けねじの先端部は自在首になっていて、少し斜めになっても挟めるようになっている。日本では万力の分類となるが、日本以外ではクランプの分類となっている（概要で前述したように、そもそも明確な区分があるものではない）。
パイプ万力
パイプ加工専用のバイス、通称パイプバイスと呼ばれ水道・ガス配管業者が使用する。パイプを切断したり、パイプと継手をパイプレンチで締め付ける時に使用する。平行の口金では、パイプを固定する事は難しいため、パイプ専用の歯のあるV形状口金で上下よりパイプの4ヶ所に噛み込んでパイプが回転しないように保持する。作業台に取付けるタイプと最初から脚が付いているタイプ（脚付パイプバイス）がある。
テーブルバイス
机に取り付けてつかう万力のこと。机を傷つけないために当て木をつけたりする。簡易なものでは吸盤の働きをするゴム板で机に固定するものもある。